# Lev Karsavin
Lev Platonovič Karsavin (rusky Лев Плато́нович Карса́вин; 1. prosincejul./ 13. prosince 1882greg. v Petrohradě – 17. července anebo 20. července 1952 v Komiské ASSR, Sovětský svaz) byl ruský filozof.

## Život
Jeho otec byl baletní umělec. Jeho sestra byla baletka Tamara Platonovna Karsavinová. Vystudoval Petrohradskou univerzitu, kde se specializoval na dějiny západoevropského středověku a později byl profesorem na katedře historie. V roce 1922 byl spolu s mnoha dalšími na tzv. „lodi filosofů“ vyvezen za hranice jako kontrarevolucionář. Stal se profesorem Kovenské univerzity v Litvě. Zemřel na tuberkulózu v koncentračním táboře NKVD. 

## Názory
Karsavin podobně jako Semjon Frank vychází z Mikuláše Kusánského. Základem jeho filozofického systému je učení o Absolutu jako Všejednotě a o sladění protikladu. V knize O principech Karsavin svůj systém rozvíjí následujícím způsobem. Stvoření světa je teofanie. Boha můžeme vidět ve všem. „Každá naše myšlenka, každý náš cit, naše touha, náš skutek je jenom Bůh a nic jiného něž Boha v nich nemůžeme vidět.“